# Lista över akemenidiska härskare
Akemeniderna var en persisk dynasti. Namnet ”akemenid” syftar på grundarklanen, enligt traditionen uppkallad efter en ättefader vid namn Achaimenes.
| Inte belagda Det epigrafiska vittnesbörden om dessa härskare kan inte bekräftas och anses ofta vara uppfunna av Dareios I | Inte belagda Det epigrafiska vittnesbörden om dessa härskare kan inte bekräftas och anses ofta vara uppfunna av Dareios I | Inte belagda Det epigrafiska vittnesbörden om dessa härskare kan inte bekräftas och anses ofta vara uppfunna av Dareios I |
| --- | --- | --- |
| 688 f.Kr./675 f.Kr. | Achaimenes | kung av Anshan |
| 675 f.Kr./640 f.Kr. | Teispes | kung av Anshan, son till Achaemenes                                                                                       |
| 640 f.Kr./600 f.Kr. | Kyros I | kung av Anshan, son till Teispes                                                                                          |
| -6??/-6?? : | Ariaramnes | son till Teispes och medregent med Kyros I.                                                                               |
| 600 f.Kr./559 f.Kr. | Kambyses I | kung av Anshan, son till Kyros I                                                                                          |
| -6??/-5?? | Arsames | son till Ariaramnes och medregent med Kambyses I                                                                          |
| Belagda | | |
| 559 f.Kr. (550 f.Kr.?)/529 f.Kr. (530 f.Kr.?)                                                                             | Kyros II den store | storkung av Persien, son till Kambyses I, kung av Anshan från 559 f.Kr.– berhärskar Medien 550 f.Kr.                      |
| 529 f.Kr./522 f.Kr. | Kambyses II | storkung av Persien, son till Kyros II                                                                                    |
| 522 f.Kr./522 f.Kr. | Bardiya (eller Smerdis)                                                                                                   | usurpator (?), storkung av Persien, förmodad son till Kyros den store                                                     |
| 522 f.Kr. (521 f.Kr.?)/486 f.Kr.                                                                                          | Dareios I den store | storkung av Persien, svåger till Smerdis och barnbarn till Arsames                                                        |
| 486 f.Kr. (485 f.Kr.?)/465 f.Kr.                                                                                          | Xerxes I | storkung av Persien, son till Dareios I                                                                                   |
| 465 f.Kr./424 f.Kr. | Artaxerxes I Lång hand | storkung av Persien, son till Xerxes I                                                                                    |
| 424 f.Kr./424 f.Kr. | Xerxes II | storkung av Persien, son till Artaxerxes I                                                                                |
| 424 f.Kr./424 f.Kr. (423 f.Kr.?)                                                                                          | Sogdianos | storkung av Persien, halvbror och rival till Xerxes II                                                                    |
| 424 f.Kr. (423 f.Kr.?)/404 f.Kr. (405 f.Kr.?)                                                                             | Dareios II Nothos | storkung av Persien, halvbror och rival till Xerxes II                                                                    |
| 404 f.Kr./359 f.Kr. | Artaxerxes II Mnemon | storkung av Persien, son till Dareios II, (se även Xenofon)                                                               |
| 359 f.Kr. (358 f.Kr.?)/338 f.Kr.                                                                                          | Artaxerxes III Ochos | storkung av Persien, son till Artaxerxès II                                                                               |
| 338 f.Kr./336 f.Kr. | Arses | storkung av Persien, son till Artaxerxès III                                                                              |
| 336 f.Kr./330 f.Kr. | Dareios III Kodoman | storkung av Persien, barnbarnsbarn till Dareios II (Alexander den stores erövringar)                                      |